# Цесарка синьогруда
Цесарка синьогруда (Acryllium vulturinum) — найбільший вид цесарок. В оперенні цього птаха присутні блискучий кобальтово-синій, ліловий, чорний та білий кольори.

## Спосіб життя
У грифових цесарок досить міцне тіло. Ноги сильні. Тримаються вони найчастіше невеликими зграями на сухих, порослих кущами рівнинах Східної Африки. На цих просторах мало джерел, що не пересихають. Основу рослинності тут складають колючі кущі акацій.
Коли біотопи надмірно висихають, синьогруді цесарки переселяються у лісисті низини або гірські ліси, де тримаються разом з іншими видами цесарок. Якщо цесарка відчуває загрозу, вона тікає від небезпеки на своїх довгих ногах, як і більшість наземних видів птахів, і відшукує притулок в заростях кущів. Тільки у крайньому випадку наважується злетіти. Відстань її польоту може складати 50, максимум — 500 м. У сутінках цесарки залітають на дерева, де й проводять всю ніч. Кожна зграя знаходить для себе високу акацію, віддаючи перевагу оточеній густим чагарником.
Майже увесь рік цесарки тримаються зграями, що налічують 20 -30 птахів, але трапляються і групи з 70 особин. У гніздовий період зграї розпадаються на пари, що гніздяться.

### Раціон
Перед світанком зазвичай синьогруді цесарки залишають місця ночівель і вирушають на пошуки кормів. До полуденної спеки зграя у пошуках їжі «прочісує» територію, постійно тримаючись неподалік від чагарникових заростей. У найспекотнішу пору дня кущі служать грифовим цесаркам місцем для відпочинку. Тільки надвечір цесарки знову вирушають на годування.
Головним джерелом корму для цесарок є низькорослі рослини. Синьогруді цесарки поїдають різне насіння, зелені частини трав, не перебирають комахами, павуками, скорпіонами та равликами. Грифова цесарка може не ходити на водопій, оскільки необхідну кількість рідини отримує з рослин, тваринного корму і ранкової роси, що збирається на листках. Сліпа кишка у синьогрудих цесарок набагато довша, ніж в інших птахів. Вважається, що така будова травної системи необхідна для того, щоб організм синьогрудої цесарки міг засвоїти якомога більше води з їжі.

### Розмноження
Сигналом до початку шлюбного періоду у синьогрудих цесарок служать щорічні зливи, які гарантують пташенятам достатню кількість корму. Пік шлюбного періоду в усьому ареалі припадає на червень, але птахи можуть розмножуватися впродовж усього року. Самець починає звертати на себе увагу самиці. Залицяючись, він стає перед нею, опустивши голову вниз і розпрямивши крила. Якщо самиця не показує зацікавленості, самець зазвичай наполегливо переслідує її і ще раз пробує привернути на себе увагу. Якщо залицяння закінчується успішно і відбувається спаровування, через деякий час самиця відкладає від 8 до 15 яєць. Цесарки не будують гнізда, а відкладають яйця в неглибоку ямку. Самиця одна висиджує яйця. Незабаром після вилуплення пташенята залишають гніздо, а самець годує їх ще протягом декількох днів.